# اولادزیمیر ایگناتیک
 اولادزیمیر ایگناتیک (بلاروسی: Уладзімір Ігнацік؛ زادهٔ ۱۴ ژوئیهٔ ۱۹۹۰) یک تنیس‌باز اهل بلاروس است.